# 200 років курортам Криму (монета)
«200 ро́ків куро́ртам Кри́му» — ювілейна монета номіналом 5 гривень, випущена Національним банком України. Присвячена 200-річчю кримської наукової курортології, яка поклала початок освоєнню курортних багатств Криму.
Монету введено до обігу 28 листопада 2007 року. Вона належить до серії «Інші монети».

## Опис та характеристики монети
| Номінал грн. | Метал      | Маса, грам | Діаметр, мм. | Якість виготовлення       | Гурт     | Тираж, штук |
| ------------ | ---------- | ---------- | ------------ | ------------------------- | -------- | ----------- |
| 5            | нейзильбер | 16,54      | 35           | спеціальний анциркулейтед | рифлений | 35 000      |

### Аверс
На аверсі монети розміщено напис півколом: «НАЦІОНАЛЬНИЙ БАНК УКРАЇНИ», під яким — малий Державний Герб України, зображено сучасний санаторій на тлі мальовничої природи Південного узбережжя Криму та написи — «5 ГРИВЕНЬ»/«2007», а також логотип Монетного двору Національного банку України.

### Реверс

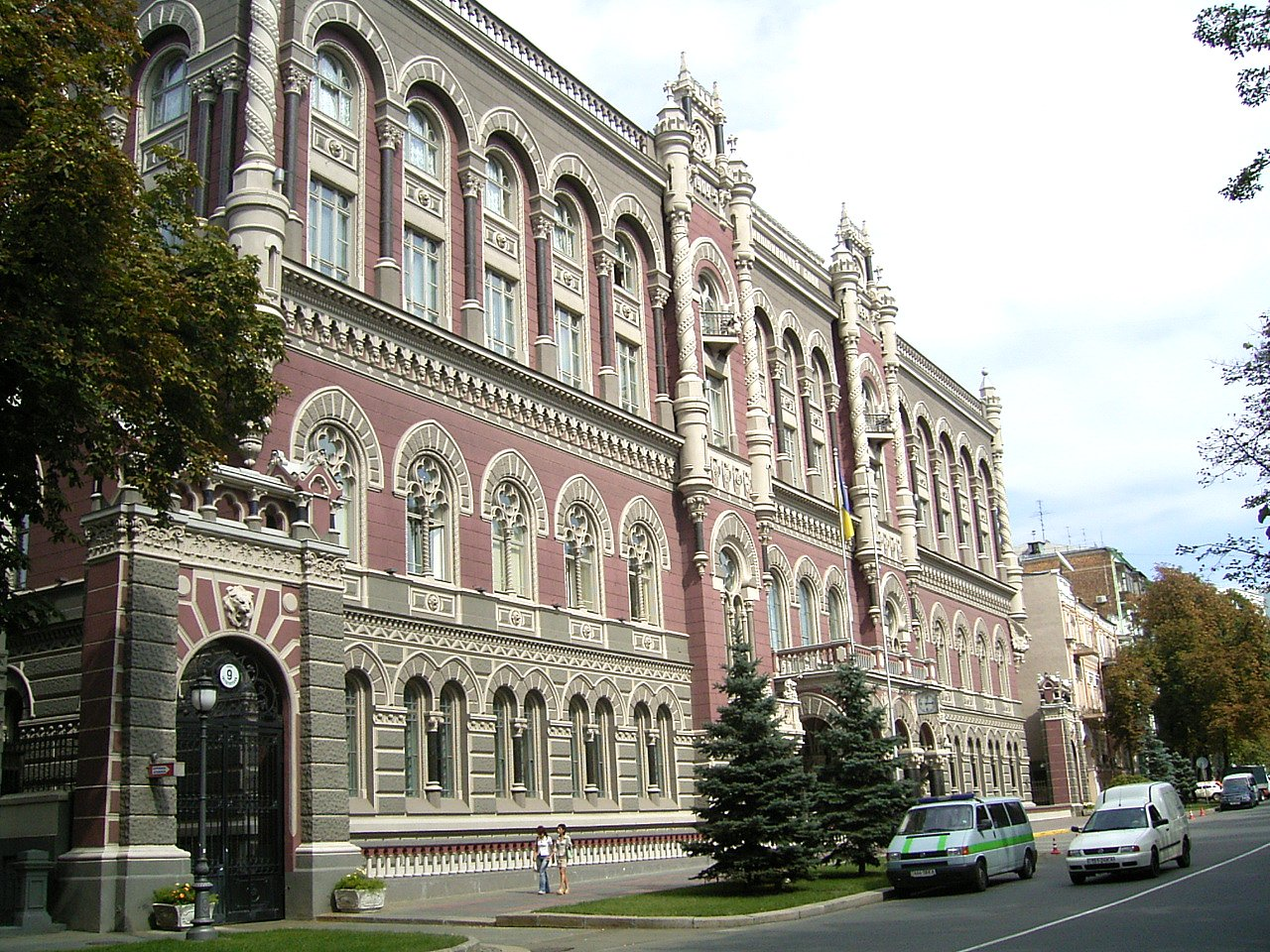
Будівля Національного банку України

На реверсі монети ліворуч зображено хіміка Фелікса Де Серра (який у 1807 році здійснив перший аналіз сакських грязей) на тлі озера, угорі праворуч — бювет, під яким напис — «1807»/«РІК»/«САКСЬКІ ОЗЕРА», а також герб Автономної Республіки Крим. Угорі півколом розміщено напис: «ПОЧАТОК ОСВОЄННЯ КУРОРТІВ КРИМУ».

## Автори
- Художник — Святослав Іваненко.
- Скульптор — Святослав Іваненко.

## Вартість монети
Ціна монети — 20 гривень, була зазначена на сайті Національного банку України 2011 року.
Фактична приблизна вартість монети, з роками змінювалася так:
| Рік        | 2010 | 2011 | 2012 | 2013 | 2014 | 2015 | 2016 | 2017 | 2018 | 2019 | 2020 | 2021 | 2022 | 2023 | 2024 | 2025 |
| ---------- | ---- | ---- | ---- | ---- | ---- | ---- | ---- | ---- | ---- | ---- | ---- | ---- | ---- | ---- | ---- | ---- |
| Ціна, грн. | 25   | 30   | 40   | 40   | 40   | 60   | 70   | 80   | 90   | 90   | 90   | 100  | 105  | 190  | 250  | 260  |